# بيرت بيز
«بيرت بيز» هي شركة أمريكية لمنتجات العناية الشخصية تقوم بتسويق منتجاتها دوليًا. وهي تابعة لشركة «كلوركس» والتي تصف منتجاتها بأنها «صديقة للبيئة»، تصنع هذه الشركة منتجات للعناية الشخصية، الصحة، الجمال والنظافة الشخصية، كما انه يتم توزيع منتجاتها عالميًا. تقوم شركة «بيرت بيز» بتصنيع منتجاتها بمكونات طبيعية، باستخدام الحد الأدنى من المعالجة مثل: { التقطير/التكثيف، الاستخلاص /التقطير البخاري والطهو تحت ضغط والتحليل المائي}، وذلك للحفاظ على صفاء المكونات. إضافةً إلى ذلك، كل منتج يحتوي على «شريط طبيعي» والذي يظهر النسبة المئوية للمكونات الطبيعية في المنتج، وغالبًا مع وصف مفصل للمكونات.
نشأت في «ولاية ماين» في ثمانينيات القرن الماضي، اما العمل فقد بدأ عندما قامت مؤسسة الشركة «روكسان كويمبي» بصنع الشموع من ما تبقى من شمع النحل من «بيرت شافيتز». وقد أدى ذلك في نهاية المطاف إلى تعبئة وبيع العسل من قِبَل اثنين من المؤسسين المشاركين، لكن هذا العمل تضائل ببطء مع تطور الشركة كمؤسسة.
ثم مع تطورهم قاموا ببيع المنتجات القابلة للاكل والتي تحتوي على العسل وشموع النحل، وملمعات الاثاث قبل الانتقال لمجال العناية الشخصية. وفي عام 2007 اشترت شركة «كلوركس» هذه الشركة بمبلغ 925 مليون دولار امريكي.

## تاريخها

### 1984-1989 م «النشأة»
أُنشِئَت شركة «بيرت بيز» في «ولاية ماين» عام 1984 م كشركة لصناعة الشموع وقد كانت تعود لمؤسسيها: «روكسان كويمبي» و «بيرت شافيتز». وكان «شافيتز» يتولى الأعمال الخاصة بالعسل، حيث كان يوفر شموع النحل الزائدة لصناعة الشمع، اما «كويمبي» فكان جُلَ تركيزها هو الحفاظ على الجودة العالية للشموع، وقد ساعد تعاونهم وعملهم على نمو الأعمال التجارية وزيادة مردود صناعتهم من 200 دولار في معرض «دوفر فوكسكروفت الاعدادية الحرفية» إلى 20000 دولار في المبيعات بنهاية حلول عامها الأول. لقد كان المقر الأول للشركة هو مدرسة مهجورة من غرفة واحدة مستأجرة من صديق لهما مقابل 150 دولار سنويًا.
زاد إنتاج هذه الشركة في عام 1989 م، وذلك عندما طلب متجر في نيويورك يدعى «زونا» المئات من شموع شمع العسل الخاصة ب«بيرت بيز»..

### تسعينات القرن الماضي «التأسيس والتنوع»
عام 1991 م غدت «بيرت بيز» مؤسسة لديها خط إنتاج يشمل الشموع، الصابون الطبيعي، العطور ومرطب الشفاه وهو الأكثر مبيعًا من بين جميع منتجات هذه الشركة.
وفي عام 1993 قامت «كويمبي» بتهديد «شافيتز» بمقاضاته في قضايا شخصية، مما اجبر «شافيتز» وبشكل ضروري على انهاء الشراكة مع «كويمبي».غيرت شركة «بيرت بيز» مجالها إلى صناعة منتجات العناية الشخصية فقط.وفي عام 1995 نقلت «بيرت بيز» عمليات تصنيعها إلى مصنع ملابس سابق مساحته 18000 قدم مربعة (1700 متر مربع) في «كريدمور» شمال «ولاية كارولينا». وعلى الرغم من ان تركيز الشركة كان مستمرًا على المنتجات المصنوعة دون الات -يدويًا- الا انهم ادخلوا الآلات الميكانيكية لزيادة الإنتاج، مثل خلاط كفيتيريا سابق من جامعة «ديوك».
أول موقع لمتاجر «بيرت بيز» للتجزئة كان في «تشابل هيل»، حيث كان يقدم هذا المتجر 50 منتج من المنتجات الطبيعية للعناية الشخصية، كما وصل توزيع المنتجات إلى السوق اليابانية ايضًا.
و في عام 1998، كانت الشركة تقدم أكثر من 100 منتج طبيعي للعناية الشخصية في 4000 موقع، مع مبيعات تجاوزت 8 ملايين دولار. كما وقد بلغ توزيع الشركة لتجار التجزئة المحليين واسواقهم مثل: «سوق الاغذية الكاملة» وسلاسل المطاعم مثل " Cracker Barrel".
تتشعب عروض المنتجات الجديدة في «برت بيز» إلى منتجات العناية بالبشرة ومنتجات العناية بالشعر.
وفي عام 1999 ازداد الطلب على منتجات الشركة، وخاصةً مرطب الجسم المكون من الحليب والسكر بشكل اساسي ومستحضرات الاستحمام، مما دفع شركة «بيرت بيز» من بين باقي الشركات في «مثلث البحوث» في شمال «ولاية كارولينا» للانتقال إلى «دورهام». .
ومما زاد توزيع المنتجات على الصعيد الوطني بشكل اوسع هو اطلاق موقع ويب لعرض منتجاتهم عليه.
وفي ذات العام قامت «روكسان كويمبي» بشراء حصة «بيرت شافيتز» بالشركة والتي تقدر بالثُلث مقابل بيت في «ولاية ماين» ويبلغ ثمنه ما يقارب 130 الف دولار..

### 2000 -2006 «منتجات جديدة وانضمام – AEA -»
خلال عامي (2003 و 2004)م، قامت «بيرت بيز» باطلاق أول معجون اسنان وشامبو وخطًا لمنتجات العناية بالاطفال وقد لاقت هذه المنتجات نجاحًا كبيرًا. كما وساهمت المؤسسة المشاركة «كويمبي» من خلال ارباح شركتها، في الحفاظ على 185 الف فدان (750 كم مربع) من اراضي الغابات الحرجية في «ولاية ماين» مما يمثل بداية علاقة مع منظمة " The Nature Conservancy " - وهي منظمة دولية تعمل في مجال الحفاظ على البيئة وحمايتها - .
وفي عام 2004 قامت شركة الاسهم الخاصة " AEA Investor " بشراء 80% من «بيرت بيز» مقابل 173 مليون دولار، حيث ابقت «كويمبي» على 20% من اسهم الشركة ومقعد في مجلس إدارة الشركة. تم دفع 4 ملايين دولار ل«شافيتز» وذلك عند طلب تعويض من «كويمبي» بعد الصفقة.

### 2007 – إلى هذا الوقت «اقتناء Clorox»
اعتبارًا من 2007 م قامت «بيرت بيز» بتصنيع وتوزيع أكثر من 197 منتج دوليًا. وفي اواخر هذا العام قامت «كلوركس» بشراء «بيرت بيز» بمبلغ يقدر ب925 مليون دولار وقامت الشركة باصدار القرار إلى عملائها.
في شباط 2011 م انتقل "جون ريبلوغل " الرئيس التنفيذي للشركة {2006 – 2011} ، ليغدو رئيسًا تنفيذيًا ورئيسًا لشركة " Seventh Generation Inc ". واعتبارًا من نيسان 2011 م تم تعيين " Nick Vlahos " – العامل الخبير في شركة كلوركس لمدة 15 عام - نائبًا للرئيس ومديرًا عامًا لشركة «بيرت بيز». وفي عام 2017 غادر Nick Vlahos" شركة «كلوركس» وتم تعينه الرئيس التنفيذي لشركة " Honest ". وبحلول شباط 2014 م كانت شركة " كلوركس " قد زادت الانفاق للترويج الاعلاني لمنتجات «بيرت بيز» وخاصةً لخط العناية بالشفاه. وفي ذلك الوقت كانت مبيعات «بيرت بيز» تفوق الحجم وذلك لارتفاع الاسعار.
توفي المؤسس المشارك «بيرت شافيتز» في تموز 2015 م عن عمر يناهز ال 80 ودفن في «بانجور بولاية ماين»، وفي اخر حياته عاش على مساحة 37 فندان (15 هكتار) في «باركمان بولاية ماين».<.
في عام 2017 م اطلقت «بيرت بيز» مجموعة مستحضرات تجميلية كاملة، بما في ذلك كريم الاساس، ماسكارا، ضلال العيون ومحمر الخدود.
و اعتبارًا من آذار 2018 وصل مرطب شفاه «بيرت بيز» إلى هذا المستوى من الشعبية لدرجة ان بعض التقارير زعمت انه يتم شراء مرطب واحد من الشفاه كل ثانية.

## فيلم وثائقي
في آب 2014 تم إصدار فيلم "Burt's Buzz " من «جودي شابيرو» والذي فصل في فيلمه تاريخ مؤسسي الشركة.

## روابط إضافية
- Official Burt's Bees website